# Televisió mòbil
La televisió mòbil és una utilitat que incorporen molts telèfons mòbils, que consisteix en un servei de difusió de televisió que es presta utilitzant com a suport ones radioelèctriques, terrestres o per satèl·lit, i el senyal és rebut en dispositius o equips mòbils o portàtils (telèfon mòbil, ordinador portàtil, PDA, etc.). És un servei que permet als propietaris de telèfons mòbils veure la televisió en els seus dispositius mitjançant un proveïdor de serveis. Les dades poden ser a través d'una xarxa cel·lular existent o d'una xarxa privada.

## Història
Als anys 1980 Sony va sorprendre la societat amb el llançament del Watchman color TV. Es tractava d'un TV portàtil analògic, i no digital. Les imatges de TV analògiques poden patir fortes interfèrencies en funció d'on s'estigui rebent el senyal i de la instal·lació, mentre que els senyals digitals o es veuen perfectament o no es veuen.
La qualitat de les TV portàtils tendeix a ser pobre, ja que no poden combatre l'efecte Doppler.
L'estàndard per la TV Digital va ser aprovat el 1990 i el 23 de setembre del 1998 van començar les primeres emissions.
La història de la TV mòbil comença efectivament entre el 1996 i 1997 quan una televisió alemanya va fer proves d'un servei de DVB-T sobre un Bugatti a unes velocitats superiors a 300 km/h.
El 1998 el Grup Expert de Radiodifusió Digital Japonés va aprovar el ISDB-T, un estàndard digital terrestre més robust davant errors. Proves pilot estan encara en funcionament, per exemple el 2006 va començar el servei ISDB-T 1 segment.
El 1999 es va introduir TV Digital als mitjans de transport, així com Mercedes va introduir receptor de DVB-T com una opció en la venda dels seus vehicles. Però el consum del DVB-T era massa elevat per a implantar-lo en aparells mòbils.
El 2004 la ETSI (European Telecommunication Standard Institute) va aprovar el DVB-H per a l'emissió de televisió per a aparells mòbils com telèfons o PDA's.
A Corea del Sud la televisió mòbil és oferta per stàndards de radiodifusió multimèdia digital (DMB). Un és l'S-DMB que funciona de satèl·lit a mòbil i l'altre el T-DMB que funciona amb una estació base entre ells. Així doncs, el 2006, amb el llançament al mercat del primer mòbil UMTS disponible per a DVB-H van començar els serveis per a televisió mòbil.

## Tipus de TV mòbil
Hi ha diferents tipus de televisió mòbil. Aquests tipus de TV mòbil es diferencien en el tipus de senyal que reben o si es retransmet senyal TV en directe o en streaming.
- El senyal rebut per l'aire lliure a través d'estacions de televisió terrestre que operen en mode normal o en un format especial de transmissió de TV mòbil. Són recepcions gratuïtes en què l'usuari només necessita un dispositiu capaç de captar les ones i reproduir-les, el mateix procés que porten a terme els televisors convencionals mitjançant recepció per cable.
- El senyal rebut per un servei de televisió de pagament emès als subscriptors a través de xarxes de telecomunicacions mòbils, com els operadors de telefonia mòbil. Aquest tipus de transmissió és un servei unit a una emissió 3G de manera que els dispositius han de tenir aquesta característica. Aquest servei ofereix qualitat d'imatge mitjana-baixa i limitació a un nombre d'usuaris.
- Un altre tipus de recepció és en forma de IPTV streaming de vídeo des d'una xarxa sense fils. Això permet descàrrega de continguts audiovisuals i fins i tot programes gravats de televisió com ara podcast, que són descarregats i emmagatzemats al dispositiu mòbil per la seva posterior visualització. Una de les més conegudes SPB TV, desenvolupada per l'empresa SPB Software, és eina pensada per veure televisió al mòbil des de les pàgines web dels canals. Disposa de més de 100 cadenes de tot el món afiliades per a la seva visualització en directe.

## Problemes o reptes de la TV mòbil
- Energia. El consum d'energia que requereix el servei de recepció i reproducció de TV és alt per a aquests dispositius de mida reduïda, alimentats per bateries. És un repte important incórrer en la millora d'eficiència energètica mitjançant contingut mòbil i funcions millorades.

- Memòria: Per donar suport a les necessitats d'alta amortiment TV mòbil. Les capacitats de memòria que existeixen actualment no són adequades per a llargues hores de reproducció de TV mòbil. A més el potencial d'aplicacions futures per compartir vídeo en els telèfons mòbils i de radiodifusió dels consumidors se sumaria als requisits de memòria cada vegada més grans.

- Disseny de la interfície d'usuari. Un gran nombre de telèfons mòbils no són compatibles amb la televisió mòbil. Els usuaris han de comprar nous terminals amb pantalles LCD i interfície d'usuari millorada que suporti TV mòbil. Aquest nou disseny ha d'apel·lar als usuaris finals i millorar la claredat de les imatges sense que el terminal sigui molt més voluminós.

- Poder de processament. Els fabricants de dispositius han de millorar significativament el poder de processament per donar suport a una sol·licitud d'MIPS (milions d'instruccions per segon) intensiva com la TV mòbil.

## Estàndards
Diferents estàndards han sigut adoptats en funció del país, així doncs, en tenim de diferents per a Asia, Europa i Amèrica. N'hi ha que són oberts, amb més possibilitats d'expansió en el mercat, ja que permeten una millor interoperabilitat entre els diferents dispositius, i d'altres que no. Les diferents tecnologies actuals són:
Corea del Sud T-DMB S-DMBCorea del Sud es va convertir en 2005 en el primer país del món en tenir 'TV mòbil' quan va començar amb els serveis basats en l'estàndard DMB de S-DMB al maig i T-DMB el desembre d'aquell mateix any. Radiodifusió multimèdia digital (DMB): sistema per a la distribució de televisió mòbil basat en l'estàndard Eureka 147 Digital Audio Broadcasting (DAB) però li afegeix codis de correcció d'errors (Codis FEC). El T-DMB utilitza la banda L i la banda III de VHF, va ser desenvolupat a Corea del Sud per l'Electronics and Telecommunications Research Institute (ETRI), organismes d'investigació científica estatal. Aquest format és de recepció lliure els ingressos són els percebuts per la publicitat.
El S-DMB utilitza la Banda S (satèl·lit) i correspon a un desenvolupament de Toshiba del Japó per mitjà de la seva filial Mobile Broadcasting Corporation (MBCO) i LK Telecom de Corea del Sud. Al març 2004 es llança el satèl·lit MBSat1 que proveeix els serveis del sistema S-DMB. Mitjançant els sistemes de difusió per satèl·lit es poden oferir cobertures més extenses que la T-DMB.
Japó ISDB-TISDB-T (Integrated Service Digital Broadcasting-Terrestrial): Estàndard desenvolupat al Japó per a la transmissió de televisió digital. Integra diversos tipus de continguts com poden ser HDTV, SDTV, so, gràfics, text, etc. Una característica d'aquest sistema és que utilitza MPEG 2, que segons el tipus de contingut pot ser transmès a diferents velocitats i que pot integrar una recepció parcial als aparells lleugers, de manera que no descodifiquen totes les dades que arriben al terminal, sinó les que interessen a l'usuari.
MediaFLOMediaFLO (Forward Link Only) és una tecnologia privada desenvolupada per l'empresa Qualcomm que s'utilitza en Estats Units. Aquesta tecnologia permet la radiodifusió de canals en temps real, en temps no real, àudio o transmissions de dades Protocol d'Internet. Els continguts que provenen de canals reals són transmesos mitjançant satèl·lit en MPEG-2 i al centre d'operacions locals és transformat al format QVGA H.264 que és l'utilitza't en les xarxes FLO.
Els continguts de canals no reals són rebuts normalment mitjançant Protocol d'Internet i es transformen al format utilitzat en les xarxes FLO per a després ser transmesos sobre una Xarxa de Freqüència Única (SFN).
Cal com a mínim una xarxa 3G com UMTS o HSDPA i el servei que ofereix és un servei de pagament per subscripció, d'alta qualitat i de TV en temps real, amb un retard de menys de 5 segons.
En els últims temps en expansió per països com el Japó on s'ha reconegut pel ministeri de l'interior i de comunicació del Japó com una de les dues tecnologies oficials per a la transmissió multimèdia al país
Espanya DVB-HL'estàndard seleccionat per oferir TV mòbil a Espanya, igual que en la major part dels països europeus, a la banda dels 470 MHz als 862 MHz, és el DVB-H (Digital Video Broadcasting - Handheld), que és una adaptació del DVB-T (Digital Video Broadcasting) l'estàndard que van adoptar les cadenes de televisió i els fabricants per poder fer arribar els programes a totes les cases. L'adaptació d'aquest estàndard afegeix també requisits propis de dispositius mòbils alimentats amb bateries, com la compressió del vídeo i el baix consum, i amb possibilitats d'intercanvi de dades per mitjà del protocol TCP / IP.
El sistema DVB-H el van crear un conjunt d'empreses de telecomunicacions i es basa en la radiodifusió broadcast del senyal digital de televisió a través de la transmissió de dades amb el protocol IP (Internet Protocol) que queda identificat com a IPDC (IP Datacast). Val a dir també que DVB-H és totalment compatible amb el DVB-T.
De moment fins ara a Espanya només es podia veure la TV mòbil en mode 3G mitjançant subscripció amb operadores de telefonia mòbil que per un preu al voltant dels 10-15 € ofereixen servei de TV de 15 canals en streaming de mala qualitat, o bé una llista de reproduccions amb una sèrie de vídeos curts seleccionats per la cadena i amb impossibilitat d'accedir als continguts si hi ha un nombre elevat d'usuaris concurrent.
L'estàndard europeu DVB-H fa compatible la recepció del senyal de TV terrestre en dispositius alimentats amb bateries, en introduir el time-slicing, un mecanisme de silenci en la recepció del senyal per estalviar energia. Segons càlculs de la indústria, amb aquest sistema es pot estalviar fins a un 90% d'energia respecte a un sistema DVB-T.
| Nom del protocol | Descripció |
| ---------------- | --- |
| DVB-H            | Origen: Derivat de DVB-T (Europa) Modulació : OFDM Codificació : Codi convolucinal amb format Reed-Solomon Descodificació: Viterbi                                                             |
| T-DMB            | Origen : Derivat de DAB (Digital Audio Broadcast) (Europa) i modificat per multimèdia (Corea) Modulació : OFDM Codificació : Codi convolucinal amb format Reed-Solomon Descodificació: Viterbi |
| S-DMB            | Origen: Propietat de Toshiba (Japó) Modulació : CDM Codificació : Codi convolucinal amb format Reed-Solomon Descodificació: Viterbi                                                            |
| ISDB-T           | Origen: DTV tecnologia de paquets de dades (Japó) Modulació : OFDM Codificació : Codi convolucinal amb format Reed-Solomon Descodificació: Viterbi                                             |
| MediaFLO         | Origen: Tecnologia privada de Qualcomm Modulació : OFDM Codificació : Codi convolucinal amb format Reed-Solomon Descodificació: Viterbi                                                        |

## Descripció tècnica DVB-H
El sistema que permet fer arribar el senyal emès per les emissores als dispositius mòbils a Europa. El van crear un conjunt d'empreses de telecomunicacions. El nom DVB-T (Digital Video Broadcasting) és l'estàndard que van adoptar les cadenes de televisió i els fabricants per poder fer arribar els programes a totes les cases.
Concretament, per televisió mòbil, van definir el DVB-H, (DVB-Handheld) que es basa DVB-T o TDT.
En ser una adaptació del terrestre, s'ha fet de tal manera que aprofita les infraestructures que van haver de ser actualitzades per fer la transició de la televisió analògica a la digital. També aprofita la xarxa de repetidors GSM i les xarxes Wifi existents. Tot i que es preveu que s'hauran d'augmentar el nombre d'emissors per proporcionar cobertura dins d'edificis i cotxes on fins ara no arriba el senyal.
El sistema DVB-H es basa en la radiodifusió broadcast del senyal digital de televisió a través de la transmissió de dades amb el protocol IP (Internet Protocol) que queda identificat com a IPDC (IP Datacast).
A IPDC sobre DVB-H, la tecnologia de transmissió DVB-H es combina exclusivament amb el protocol IP i fa possible la radiodifusió broadcast de qualsevol tipus de contingut digital dins un paquet IP que pot viatjar per la xarxa d'Internet. IPDC ofereix l'avantatge de què tot el contingut digital ja existent com streams de vídeo (flux constant de dades), pàgines web, arxius de música, software d'entreteniment… poden ser fàcilment distribuïts als terminals mòbils.
Per tant, en televisió mòbil tenim streams d'àudio i video en paguets IP que el terminal mòbil descodifica.
Les millores que DVB-H introdueix respecte DVB-T són: la reducció del consum dels aparells i la correcció d'errors.
El consum és l'element restrictiu de la televisió mòbil, ja que els aparells no estan connectats al corrent mentre s'estan fent servir. Per aquest motiu, el fet que s'hagi aconseguit reduir la potència consumida un 90% és el que ha fet possible que avui en dia es parli d'una imminent posada al mercat d'aquest servei.
Per aconseguir-ho s'ha implementat el time-slicing, el funcionament consisteix a apagar el receptor del dispositiu mòbil quan s'estan rebent paquets IP de programes que no són el que està sintonitzat. D'aquesta manera l'aparell només funciona un 10% del temps.
Gràcies a aquesta amortització de l'energia, els handovers es fan d'una manera més efectiva i hi ha menys desconnexions, ja que aprofita el temps en què el mòbil no està descodificant informació per analitzar el canal. De manera que l'usuari no nota cap seqüència de video entre tallada mentre veu la televisió.
L'altra millora és la codificació per corregir errors FEC (Forward Error Correction). També és opcional MPE-FEC (Multiprotocol Encapsulated data). FEC resol el problema i gran handicap de la televisió mòbil: l'efecte Doppler en el receptor, i fa que el servei sigui possible independentment de la velocitat d'aquest. És possible que el terminal mòbil es desplaci a 160 km/h quan estem transmetent a 800 MHz o a 650 km/h @ 200 MHz i rebre el senyal correctament.
El senyal de televisió digital es transmet utilitzant la multiplexació digital OFDM (Orthogonal Frequency Division Multiplexing). Cada subportadora es modula digitalment amb QPSK o QAM (16QAM,64QAM). El receptor demodula el senyal DVB-H OFDM en un Transport Stream (TS) de MPEG-2 i n'extreu la informació corresponent al programa sintonitzat.
L'elevada eficiència espectral de la modulació OFDM permet encabir més emissores en un canal UHF alhora que més quantitat de programes, o augmentar la qualitat dels existents. Cada un dels canals pot suportar de 30 a 50 serveis de video stream d'alta definició HDTV, prèviament adaptats per a ser visualitzats a les pantalles dels dispositius receptors, de dimensions més petites que les convencionals. El senyal digital pot incloure dades, text, gràfics multimèdia, informacions en temps real, la guia electrònica de televisió ESG (Electronic Service Guide)…En aquest escenari, l'usuari pot tenir un paper actiu a través d'aplicacions interactives enviant informació al radiodifusor a través del canal de retorn de la connexió a Internet.
Cal esmentar que a causa de la complexitat de la codificació canviar de canal serà més lent, d'1 a 2 segons.
La seguretat del sistema s'implementa amb el protocol Digital Rights Management (DRM) que permet als operadors decidir quins drets donen als usuaris segons el servei al qual estiguin subscrits.
La tecnologia DVB-H està disponible als Estats Units des del 2003. A Espanya s'estan realitzant proves a Barcelona i a Madrid i es preveu que estigui disponible pels usuaris a partir de la tardor del 2009.

## Perspectives de futur
L'alta penetració i versatilitat de la telefonia mòbil i el desenvolupament tecnològic dels terminals, que ofereixen cada cop més capacitat, memòria i resolució, han posicionat els mòbils com a multi-dispositius més enllà de la comunicació per veu. Això es tradueix en un increment de la sol·licitud de continguts audiovisuals i multimèdia per part dels usuaris.
L'interès per la televisió mòbil ha crescut com a conseqüència d'aquestes millores, reflectint-se de manera evident als estudis de mercat realitzats per companyies de telefonia mòbil, on un alt percentatge d'usuaris (entre 60% i 80% dels enquestats) considera que disposar de televisió en els seus terminals mòbils és una idea molt interessant.
A l'Estat espanyol, de tots els terminals mòbils, el 41% disposen de reproductor de vídeo. D'entre aquest, prop del 50% incorporen tecnologia 3G/UMTS per poder descarregar vídeo o contingut de TV en mode streaming i un 40% disposa de GPRS que permet descarregar-se continguts audiovisuals curts i visualitzar-los posteriorment.
Pel que fa a les perspectives de negoci, en qualsevol escenari es contempla un increment en el nombre de clients i d'oportunitats de consum, amb nous productes i tipus de programes a desenvolupar i una orientació més personalitzada en les accions de marketing orientades al món de la publicitat.
Les principals barreres de la televisió mòbil són, per part dels usuaris, el desconeixement de la nova tecnologia, la por a perdre el control de la despesa mensual i el rebuig a les actuals formes de tarifació de les companyies de telefonia mòbil. Per altra banda, tecnològicament es troben dificultats en l'assignació de freqüències i, segons els analistes, hi ha una tendència per part dels operadors a donar preferència als serveis de video 3G per davant de l'emissió de programes de televisió.